# 蕭奕輔
蕭奕輔，字冀猷，號寧甫，廣東東莞縣（今東莞市）麻涌人。明朝末年政治人物。天啟壬戌進士，崇禎年間官至福建巡撫。

## 生平
萧奕辅於天启元年（1621年）乡试中举，次年聯捷進士，授福建長汀縣知縣。母喪去官。服闕，改河南葉縣知縣。擢广西道監察御史，歷太仆寺少卿。以都察院右佥都御史、巡抚福建。因年老告归。

## 遺跡
清兵南侵，广东韶关、连县告急，他献出個人繼續六百两银建炮台防守，其炮至今尚存。
永历八年（1654年）。萧奕辅在麻涌建魁楼以自娱，下设花园亭榭。後來，「麻涌晚照」成為當地八景之一。